# 利曼 (烏克蘭)
利曼（烏克蘭語：Лиман，羅馬化：Lyman，發音：[ɫɪˈmɑn]）是乌克兰東部顿涅茨克州克拉马托尔斯克区利曼市镇的城市及该市镇的行政中心，2020年7月18日前为该州的州辖市，亦曾為利曼區於2016年被撤消前的行政中心（该市原为州辖市，并不隶属于该区管辖）。該市距離法理上的州府頓涅茨克136公里，始建於1667年，面積26.21平方公里，海拔高度107米，2022年人口数量为20,066人。
2022年5月26日，俄罗斯联邦武装力量占领该市。俄方随后于9月在乌克兰俄占领土举行了不受乌克兰政府和国际社会承认的脫離公投并获得高票通过，并于9月30日宣布这几个区域为俄罗斯的领土。同日乌克兰武装部队在利曼戰役中包围了该市的俄军，并于次日重新奪回該市的控制权。

## 城市名称
苏联统治时期，该地于1925年被改名为红利曼（羅馬化：Krasnyi Lyman），2016年乌克兰最高拉达根据去共产化法律恢复原名。烏俄戰爭期间，曾占领该地的侵乌俄军又短暂地使用苏联地名称呼之，惟不久之后即被乌克兰武装部队逐出。

## 人口
据2001年烏克蘭人口普查的民族构成：
- 乌克兰族：84.4%
- 俄羅斯族：13.8%
- 白俄罗斯族：0.6%

## 友好城市
- 美国 韦斯特波特（2023年1月11日）

## 图集

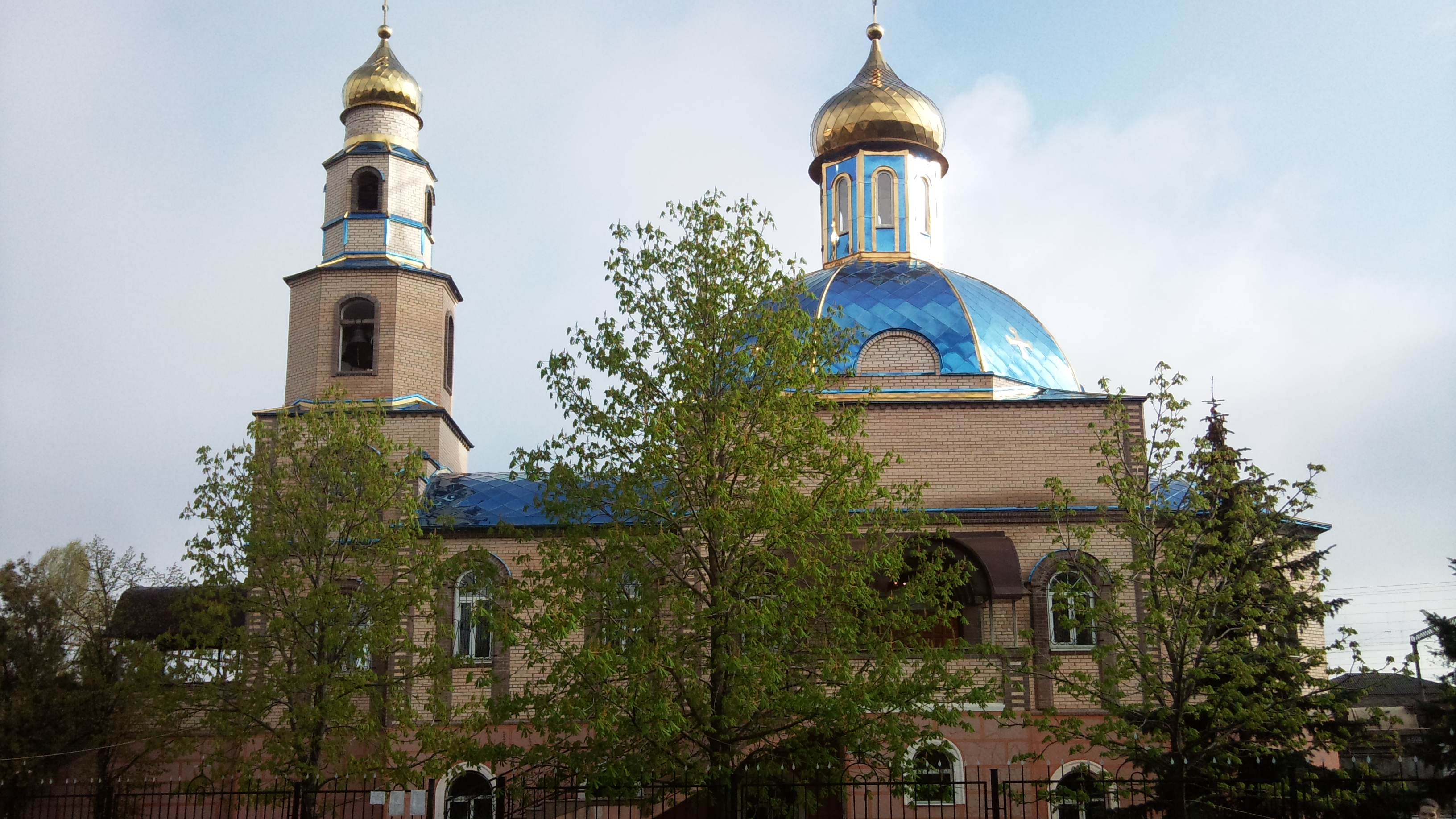
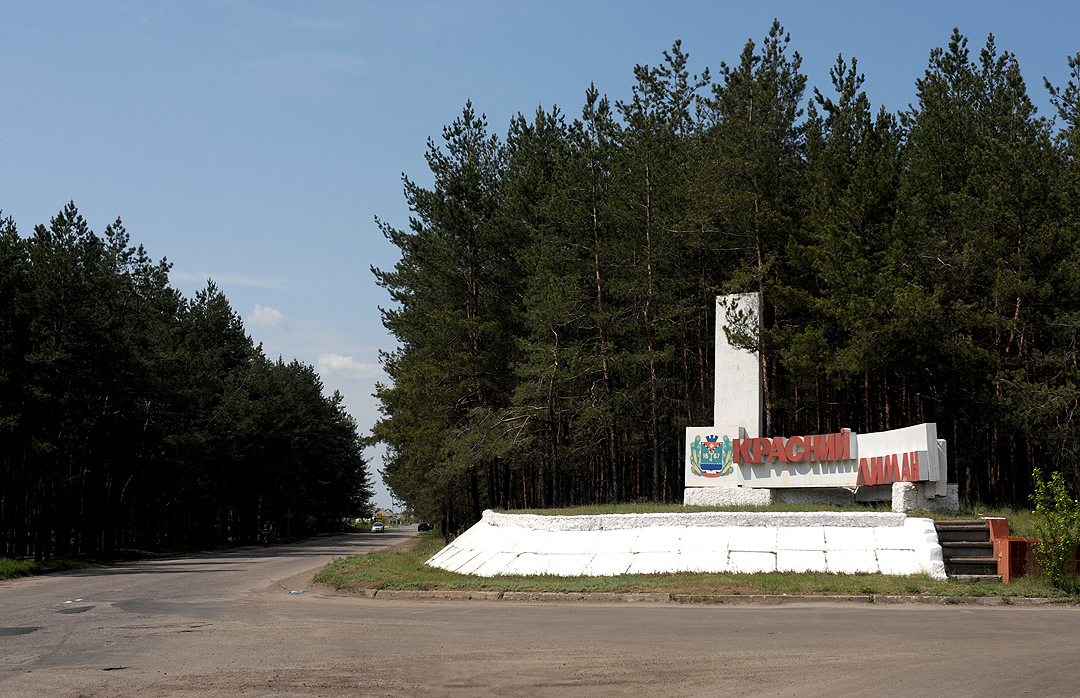